# Faial (Santana)
Faial é uma freguesia portuguesa do município de Santana, localizada no nordeste da ilha da Madeira com 22,60 km² de área e 1309 habitantes (censo de 2021). A sua densidade populacional é 57,9 hab./km².
Faial é freguesia por alvará régio de 20-02-1550, e a sua primitiva designação é Nossa Senhora do Faial.
Localiza-se a uma latitude 32.7833 (32°47') Norte e a uma longitude 16.85 (16°51') Oeste, estando a uma altitude de 219 metros. Tem uma estrada (regional 101) e um túnel (via expresso) que ligam esta freguesia à sede do concelho de Santana. Tem ligação, pela estrada regional 103,  com a freguesia do Monte, no Funchal. Liga também com os concelhos de Machico, Santa Cruz e Funchal pela Via Expresso. A atividade principal é a agricultura. Tem costa no Oceano Atlântico a norte e a Sul encontra-se o Pico Ruivo no limite da freguesia. O Faial tem uma escola, uma igreja, um centro de saúde, uma pista de karting.

## Demografia
A população registada nos censos foi:
| Distribuição da População por Grupos Etários | Distribuição da População por Grupos Etários | Distribuição da População por Grupos Etários | Distribuição da População por Grupos Etários | Distribuição da População por Grupos Etários |
| -------------------------------------------- | -------------------------------------------- | -------------------------------------------- | -------------------------------------------- | -------------------------------------------- |
| Ano                                          | 0-14 Anos                                    | 15-24 Anos                                   | 25-64 Anos                                   | > 65 Anos                                    |
| 2001                                         | 293                                          | 295                                          | 970                                          | 403                                          |
| 2011                                         | 197                                          | 171                                          | 823                                          | 376                                          |
| 2021                                         | 124                                          | 129                                          | 691                                          | 365                                          |

## História
Terá sido no território desta freguesia, a par com a freguesia do Porto da Cruz, onde se procedeu primeiramente ao povoamento no Norte da Ilha. Passando a antiga colonização para a parte setentrional da ilha foi o lugar do Faial um dos que mais se desenvolveu e passou a centro populacional de relativa importância.
Gaspar Frutuoso em "Saudades da Terra", no ano de 1590, referindo-se ao Faial, diz, Terá esta freguesia como 100 fogos, A igreja está entre duas ribeiras, muito altas de rochas. Tem muita fruta de espinho, de cidras e limões, pêras, pêros, maçãs, e noz." . Mais diz, ter esta freguesia dois engenhos de açucar, um de António Fernandes das Covas, que está perto de Nossa Senhora e outro de Luís Dória. Refere-se o autor também à importante Romaria de Nossa Senhora do Faial, a oito de Setembro.    
Tem uma central hidroeléctrica, conhecida como a "Central da Fajã da Nogueira", localizada junto à Ribeira da Ametade, junto a levada dos Tornos, na serra do Faial.
Numa das suas encostas, junto à Estrada Regional 101, possui dois miradouros, um deles tem um nicho com a imagem de invocação de Nossa Senhora dos Bons Caminhos.
Possui, a norte da freguesia, um pequeno porto de mar com cais que serve a pequenas embarcações de pesca ou recreio, situado no sítio da Pedra da Pescaria. Constitui uma obra do início do século XX a que se atribuiu a designação de Cais Visconde Cacongo, que servia à época às embarcações de cabotagem.
Na serra desta freguesia existem diversos montados, o mais conhecido pela sua riqueza florestal é o montado do Sabugal, onde podemos encontrar tis muito antigos, talvez ainda anteriores à descoberta da Ilha, no sítio do Chão do Nateiro.
Existe um fortim mandado edificar pela família Catanho de Menezes. Neste fortim estão alguns canhões, que até há poucos anos, eram usados nas festas da freguesia em honra a Nossa Senhora da Natividade (7 e 8 de Setembro ou fim de semana a seguir) e ao Senhor Santissimo Sacramento (Festa do Senhor), no momento da passagem da procissão.
A sua igreja foi reconstruída na primeira metade da década de sessenta, do século XX, após um violento incêndio que a destruiu ( ficaram as paredes de alvenaria e a torre) e o seu espólio, em setembro de 1960 após a festividade do Santissimo Sacramento,   sendo que constituía um belo templo, elegante e espaçoso, do século XVIII, mandado construir no reinado de D. João V, de uma nave, com duas capelas, a capela-mor com respetivo camarim e a do Santíssimo Sacramento.  Possuía excelentes decorativos de talha dourada no seu altar mor. Seguindo a Grande Enciclopédia  Portuguesa e Brasileira seria um dos mais belos templos de toda a ilha. Completava com anexos, destinados a residência paroquial, passal, e dependências destinadas a visitas do Bispo. A sua torre sineira, foi ampliada na década de 1930, por ordem do padre César Teixeira da Fonte, com vista a colocação posterior de um relógio. A primitiva igreja (1519), sempre de invocação de Nossa Senhora do Faial ou da Natividade do Faial,  situava-se no sítio entre ribeiras (Ribeira Seca do Faial e ribeira da Ametade), próximo do sítio da Degolada, cujas ruínas ainda eram visíveis no início da década de 80 do século XX e onde diz a tradição antiga apareceu a imagem de Nossa Senhora aos primeiros povoadores do lugar chamado Faial. Tinha a particularidade de ter sido construída (emadeirada) por um tronco de cedro encontrado nas imediações do local da igreja. Devido às intempéries, que causavam perigos e danos na igreja, pois se achava em lugar perigoso pela sua proximidade à ribeira da Ametade, foi construída no século XVIII, a igreja no extenso sítio de Covas ( que atualmente se designa sítio da Igreja) onde hoje se encontra, já num ponto mais alto e seguro, distante das águas caudalosas das ribeiras.  A benção da primeira pedra da nova igreja paroquial foi de 05 de Agosto de 1745 segundo auto de benção que aqui se transcreve: "Em os cinco dias do mês de agosto de 1745 annos nesta freguesia de Nossa Senhora do Fayal, onde chamão as Covas, o reverendo Vigário da dita freguesia António da Sylva Vieira prezentes as testemunhas abaixo assignadas com mais clero e povo, que no mesmo lugar se achou, benzeu em virtude da Provisão de 2/8/745 ... do Exmo. e Reverendissimo Senhor Bispo a primeira pedra que se lançou nos alicerces da nova Igreja Parochial desta mesma freguesia com o título de Nª Sª do Fayal, cuja celebridade se festeja em o dia outo de Setembro como Padroeyra do dito Lugar em cuja benção se observou o determinado na dita Provisão e Ritual do Sumo Pontifice Paulo V de que tudo se fez este auto , que o Reverendo Vigario assinou com as mais testemunhas, e eu Padre Pedro Catanho de Meneses , Presbitero do habito de S. Pedro o escrevi ...". A justificação para a construção da nova igreja é feita assim : "...Por se achar em lugar perigoso e risco de se arruinar a Igreja Parochial da dita freguesia foi Sua Magestade servido mandar que se edificasse nova Igreja em sítio mais conveniente e acomodado para a sua conservação".    
Existe nesta freguesia, uma pequena e curiosa capela de invocação de Nossa Senhora da Penha de França, escavada numa pedra de tufo, instituida em1685 por Antonio Teixeira, localizada no sítio da Fazenda.
Existia a capela de S. Luís fundada em 1725 por Manuel de Carvalho Valdavesso, no sitio da Diferença.
Em tempos mais antigos esta freguesia possuía vários grupos de "música de cordas", compostos nos sítios, sendo acompanhados por espirituosos "charambistas" que aqui eram afamados, cujos cantos atravessavam noites inteiras pelo Natal, festas do Espírito Santo e festas de noivado.
Tem uma piscina de água salgada (um pouco fria) localizada na foz da Ribeira do Faial, conhecido pelos naturais da freguesia por "Boca da Ribeira". Em 2004, foram realizadas obras de melhoramento das infra-estruturas de apoio, nomeadamente snack bar, restaurante, sanitários e balneareos, assim como uma piscina para crianças, parque infantil e ainda dois campos, um de piso sintético e outro de areia.
O Faial é identificado como pólo de revoltosos na revolta do leite de 1936,  já que a população desta freguesia dedicava-se, a par com a agricultura, à criação de vacas leiteiras, sendo o sustento da maioria das famílias, pelo que se considerava prejudicada com a publicação do decreto do governo que criava a Junta Nacional de Laticinios da Madeira.
Devido à falta de empregos noutros setores que não na agricultura, ao abandono dos terrenos agrícolas, a maioria inseridos nos tradicionais socalcos, ditos "poios", que tanto enriqueciam a paisagem  desta pitoresca freguesia desde os vales das ribeiras até às encostas nos lombos, assiste-se hoje a uma forte tendência para a "desertificação" sem que durante os anos mais recentes tenha havido intervenção no sentido de a contrariar.
Tem uma banda filarmónica, que é das mais antigas da Madeira.

## Evolução territorial
Desde a sua criação em 1550, foram posteriormente desanexados territórios desta freguesia para a criação das freguesias vizinhas do Porto da Cruz (1577) e de São Roque do Faial (1848) dando nome a esta última a invocação de S. Roque cuja capela foi instituída por Cristóvão Pires em 1551 numa margem de uma das ribeiras da primitiva freguesia do Faial.
Alguns dos sítios mais conhecidos desta freguesia: Lombo do Galego, Pico do Lombo do Galego, Fajã da Murta, Limoeiro, Alhendros, Cruzinha, Fajã Grande, Ossada, Lombo de Cima, Lombo de Baixo, Degolada, Moinhos, Longueira, Penha de Águia, Volta, Boca da Ribeira, Fajã, Igreja, Covas, Lombo do Lourenço, Guindaste, Pico do Guindaste, Lombo do Clérigo, Ponta do Clérigo (ou de Catarina Pires), Fajã de Mar, Cortado, Tajal, Chícharos, Diferença, Fazenda, Pinheiro, Corujeira de Baixo, Corujeira de Cima, Água d'Alto, Quebrada, Serra d' Água, Ressoca.

## Pessoas ligadas ao Faial
São algumas das personalidades desta freguesia: João Fernandes Vieira, Dr. João Catanho de Meneses, Albino Rodrigues de Sousa, Dr. João Albino Rodrigues de Sousa, Joana A. da Piedade Veloza de Castelo Branco, Alfredo de França, Cónego Manuel Tomé Teixeira Veloza, P.e João de Freitas Ferreira, P.e João de Freitas Alves.

## Freguesias próximas
- Santana, oeste
- Ilha, noroeste
- São Roque do Faial, sul
- Porto da Cruz, este

## Património arquitetónico
Património arquitetónico referido no SIPA:
- Capela da Penha / Capela de Nossa Senhora da Penha de França
- Casa dos Donos do Engenho
- Engenho de Catanho de Menezes
- Fortim do Faial
- Levada da Serra do Faial
- Ponte Velha do Faial
- Luis Camera
- Mix House
- Apartamentos serão demolidos